# 暴食障碍
（binge eating disorder）是一种进食障碍。

## 症狀
過胖暴食症病人的癥狀如下:
- 周期性的無法控制飲食量。
- 一次吃超過一般人在同一時間內進食的分量。
- 在暴食期 (Binge episodes) 吃得比在正常飲食期迅速。
- 吃到身體不適或感覺要吐為止。
- 在憂鬱、傷心或無聊時吃。
- 儘管不餓，仍吃大量的食物。
- 在暴食期通常獨自一人進食，以避免病症被察覺。
- 在正常飲食期經常獨自一人進食，因為覺得食物難堪。
- 在暴食後感到噁心、焦慮、或罪責。

## 併發症
思覺失調

## 節食
非體重過重的人應避免節食以免加重暴食症。這裡的節食指的是少吃幾餐、每天吃不到一天的飲食量或挑食不吃某些特定的食物，例如醣類和脂肪類。暴食症的患者多有過重或健康上的問題。過胖的暴食症患者常發現自己無法留在減重訓練的課程裡。因他們的新陳代謝慢，所以較容易增胖、較不容易減重。（這情形會因憂鬱症、控制不了自己的行為和與人相處出問題而加重。）這些人在試著減重前可能需要尋求暴食症的治療。節食對暴食症患者通常沒有效，因為他們常回復到原來的體重甚至超過原來的體重。暴食症患者比一般人難接受傳統的減重法。

## 療法
1. World Health Organization(WHO,世界卫生组织). 06 Mental, behavioural or neurodevelopmental disorders(06 精神、行为或神经发育障碍)//ICD-11 for Mortality and Morbidity Statistics[OL],2024-01. https://icd.who.int/browse/2024-01/mms/en?secondLanguageCode=zh#1673294767.
2. World Health Organization(WHO,世界卫生组织). 06 Mental, behavioural or neurodevelopmental disorders(06 精神、行为或神经发育障碍)//ICD-11 for Mortality and Morbidity Statistics[OL],2024-01. https://icd.who.int/browse/2024-01/mms/en?secondLanguageCode=zh#1673294767.
3. World Health Organization(WHO,世界卫生组织). 06 Mental, behavioural or neurodevelopmental disorders(06 精神、行为或神经发育障碍)//ICD-11 for Mortality and Morbidity Statistics[OL],2024-01. https://icd.who.int/browse/2024-01/mms/en?secondLanguageCode=zh#1673294767.
4. World Health Organization(WHO,世界卫生组织). 06 Mental, behavioural or neurodevelopmental disorders(06 精神、行为或神经发育障碍)//ICD-11 for Mortality and Morbidity Statistics[OL],2024-01. https://icd.who.int/browse/2024-01/mms/en?secondLanguageCode=zh#1673294767.
5. World Health Organization(WHO,世界卫生组织). 06 Mental, behavioural or neurodevelopmental disorders(06 精神、行为或神经发育障碍)//ICD-11 for Mortality and Morbidity Statistics[OL],2024-01. https://icd.who.int/browse/2024-01/mms/en?secondLanguageCode=zh#1673294767.
6. World Health Organization(WHO,世界卫生组织). 06 Mental, behavioural or neurodevelopmental disorders(06 精神、行为或神经发育障碍)//ICD-11 for Mortality and Morbidity Statistics[OL],2024-01. https://icd.who.int/browse/2024-01/mms/en?secondLanguageCode=zh#1673294767.